# Cyclopteropsis inarmatus
Cyclopteropsis inarmatus is een straalvinnige vissensoort uit de familie van snotolven (Cyclopteridae). De wetenschappelijke naam van de soort is voor het eerst geldig gepubliceerd in 1956 door Mednikov & Prokhorov.